# Monica Sweetheart
Monica Sweetheart (ur. 26 czerwca 1981 w Berounie) – czeska aktorka pornograficzna.

## Życiorys

### Kariera
Urodziła się w Berounie. Wkrótce po swoich osiemnastych urodzinach dorabiała jako modelka. Karierę aktorki porno rozpoczęła od roku 1999 z Dream Entertainment Oldřicha Widmana w Pradze, gdy trafiła na sesję zdjęciową. Razem z trzema innymi rodaczkami – koleżankami z branży – Sylvią Tomčalovą (Silvia Saint), Danielą Motlíkovą (Daniella Rush) i Andreą Absolonovą (Lea De Mae) stworzyła trio, które zyskała miano „The Dream Team”. Ceniono je za naturalność (brak tatuaży, nadmiernego piercingu, silikonowych piersi). Pojawiały się razem w scenach lesbijskich i heteroseksualnych, ich specjalnością stał się seks analny.
Wkrótce potem pracowała w innych krajach Europy, a następnie w USA, głównie w Los Angeles. Wzięła udział w ok. 500 filmach porno, w tym m.in.: Pirate Deluxe 8: The Club (2000) z Frankiem Gunem, Buttman's Face Dance Obsession (2000) z Daniellą Rush, Euro Angels 24: Anal-rama (2000) z  Christophem Clarkiem, Rocco Ravishes Prague 4 (2001) z Rocco Siffredim, Frühlings Gefühle (2001) Horstem Baronem, Sex Meat (2001) z Ritą Faltoyano, Andreą Moranty i Ramónem Nomarem, Blow Me Sandwich 1 (2003) z Leą De Mae, Pussyman's International Butt Babes 7 (2003) z Brianem Surewoodem, Serial Fucker 5 (2003) z Maxem Cortésem i Roberto Malone, Anal Thrills 1 (2003) z Julianem, Crazy Bullets (2003) z Katsuni i Nacho Vidalem, Private Sports 5: Surf Fuckers (2003) ze Steve’em Hooperem, Bella Loves Jenna (2003) z Jenną Jameson i Anthonym Hardwoodem, Ass Cleavage 1 (2003) ze Steve’em Holmesem i Markiem Davisem, Deep Throat This 20 (2004) z Peterem Northem, Barely Legal 50 (2004) z Belladonną, Eye of the Beholder (2004) z Jessicą Drake i Tommym Gunnem, Boobbowl 7 (2004) z Pumą Swede, Tight Pussy Tighter Ass 10 (2005) z Seanem Michaelsem, Pure Anal 1 (2005) z Titusem Steelem, Meet The Fuckers 5 (2006) z Mickiem Blue, Lessons in Love (2006) z Jeanem Valjeanem, Creampies Galore (2007) z Johnnym Castle, Double Filled 1 (2007) z Manuelem Ferrarą i Benem Englishem, White Water Shafting (2007) z Lauren Phoenix i Arianą Jollee oraz Pop Swap 2 (2010) z Mugurem. Zagrała główną bohaterkę w parodii porno Gorzkie gody – Andrei Nobiliego Sweet Bitter Moon (2006) z Francesco Malcomem, Angel Dark, Faustem Moreno i Steve’em Holmesem.
26 listopada 2006 wystąpiła w belgijskim serialu komediowym Willy's en Marjetten, gdzie zagrała samą siebie w skeczu prezentującym powitanie Moniki na lotnisku przez pięcioosobową grupę członków belgijskiego fanklubu.
Prywatnie była przyjaciółką innej czeskiej aktorki pornograficznej Lei De Mae, która zmarła 9 grudnia 2004 roku w Pradze na złośliwy nowotwór mózgu.
Jej prawdziwe nazwisko wg wielu źródeł jest określane jako Monika Listopadová lub Monika Rakoczyová.

## Nagrody i nominacje
| Rok  | Nagroda    | Kategoria                               | Film                                                               | Inni wykonawcy                                     | Rezultat  |
| ---- | ---------- | --------------------------------------- | ------------------------------------------------------------------ | -------------------------------------------------- | --------- |
| 2001 | Ninfa      | Najlepsza aktorka drugoplanowa          | Face Dance Obsession (2000)                                        | -                                                  | Wygrana   |
| 2002 | XRCO Award | Gwiazdka roku                           | -                                                                  | -                                                  | Nominacja |
| 2002 | Ninfa      | Najlepsza aktorka drugoplanowa          | A Whore's Life Part 1: The Dollhouse/Monstruosidades Anales (2001) | -                                                  | Nominacja |
| 2002 | AVN Award  | Najlepsza nowa gwiazdka                 | -                                                                  | -                                                  | Nominacja |
| 2004 | AVN Award  | Wykonawczyni zagraniczna roku           | -                                                                  | -                                                  | Nominacja |
| 2005 | AVN Award  | Najlepsza scena seksu grupowego – wideo | Eye of the Beholder (2004)                                         | Lezley Zen, Jessica Drake, Trevor Zen i Tommy Gunn | Nominacja |
| 2005 | XRCO Award | Najlepsza scena seksu grupowego         | Eye of the Beholder (2004)                                         | Lezley Zen, Jessica Drake, Trevor Zen i Tommy Gunn | Nominacja |
| 2007 | AVN Award  | Najlepsza scena seksu POV               | Housewife 1 on 1 #3 (2006)                                         | Christian                                          | Nominacja |